# Bocchoris pusaensis
Bocchoris pusaensis là một loài bướm đêm trong họ Crambidae.